# Pseudartonis
Pseudartonis is een geslacht van spinnen uit de  familie van de wielwebspinnen (Araneidae).

## Soorten
- Pseudartonis flavonigra Caporiacco, 1947
- Pseudartonis lobata Simon, 1909
- Pseudartonis occidentalis Simon, 1903
- Pseudartonis semicoccinea Simon, 1907